# Matthias Hentze

Matthias Hentze (2023)

Matthias Werner Hentze (* 25. Januar 1960 in Wiedenbrück, heute Rheda-Wiedenbrück) ist ein deutscher Wissenschaftler und Arzt. Er ist gegenwärtig Direktor des Europäischen Laboratoriums für Molekularbiologie (EMBL) und Professor für Molekulare Medizin an der Universität Heidelberg.

## Leben
Hentze legte 1978 die Abiturprüfung am Ratsgymnasium in Rheda-Wiedenbrück ab und studierte anschließend Humanmedizin an der Westfälischen Wilhelms-Universität in Münster, sowie an den medizinischen Hochschulen von Southampton, Oxford, Glasgow und Cambridge im Vereinigten Königreich. Im Jahre 1984 erlangte er die Approbation als Arzt und promovierte zum Dr. med. an der Universität Münster über die Biogenese, Reifung und den Transport lysosomaler Enzyme bei Kurt von Figura. Gefördert durch ein Postdoktorandenstipendium der Deutschen Forschungsgemeinschaft (DFG) schloss sich Hentze 1985 nach kurzer ärztlicher Tätigkeit der Forschungsgruppe von Richard D. Klausner an den National Institutes of Health (Bethesda, Maryland, USA) an. Im Jahre 1989 wechselte Hentze als wissenschaftlicher Gruppenleiter an das Europäische Laboratorium für Molekularbiologie in Heidelberg. Im Alter von 30 Jahren habilitierte er 1990 an der Ruprecht-Karls-Universität Heidelberg und wurde 1996 zum Dekan des EMBL International PhD Programme berufen.
Gemeinsam mit Andreas Kulozik von der Medizinischen Fakultät der Universität Heidelberg gründete er 2002 die Molecular Medicine Partnership Unit (MMPU) und ist als deren Co-Director verantwortlich. Die MMPU stellt die erste institutionelle Partnerschaft zwischen dem EMBL und einer nationalen Forschungseinrichtung dar und widmet sich interdisziplinärer Forschung an der Schnittstelle zwischen Molekularbiologie und klinischer Medizin.
Im Jahre 2005 wurde Hentze zum Vizedirektor des EMBL sowie zum Professor für Molekulare Medizin der Universität Heidelberg ernannt. Seit Juni 2013 ist er Direktor des EMBL und berät und unterstützt die Generaldirektorin Edith Heard.
Hentze ist verheiratet und hat drei Töchter. Er nimmt regelmäßig an den Marathons der World-Marathon-Majors-Serie teil.

## Wirken

### Forschung
Hentzes Forschungen widmen sich der RNA-Biologie und den RNA-bindenden Proteinen. Im Jahre 1987 entdeckten Hentze und Kollegen mit den Iron-responsive elements (IRE) das erste Beispiel eines RNA-Elements für die translationale Genregulation bei Säugern.
Hentzes Forschungsteam hat grundlegende Arbeiten für das Verständnis der Translationskontrolle (RNA-bindende Proteine, microRNAs) geleistet, dessen Bedeutung für die Entwicklungsbiologie, Hirnfunktion, Krebsentstehung und andere Erkrankungen inzwischen weithin anerkannt ist. Außerdem gelangen ihm Schlüsselentdeckungen auf dem Gebiet des Eisenstoffwechsels und seiner Erkrankungen. Im Rahmen der MMPU untersucht er unter anderem Erkrankungen des RNA Stoffwechsels, vor allem des sogenannten nonsense-mediated decay (NMD) und der 3’Endbildung von mRNAs.
2010 schlug Hentze mit dem Konzept von REM Networks eine neue Verbindungsachse zwischen Stoffwechsel und der Genexpression auf Basis RNA-bindender Enzyme vor (Hentze und Preiss, 2010). Das Forschungsprojekt wurde im Jahre 2011 mit einem ERC Advanced Investigator Grant des Europäischen Forschungsrats gefördert. Diese Arbeiten führten zur Entwicklung der „RNA Interactome Capture“ Technik und der Entdeckung hunderter neuer RNA-bindender Proteine in den Zellen von Säugern und Hefe, einschließlich über 50 Stoffwechselenzymen. 2016 beschrieben Hentze und Kollegen neuartige RNA-bindende Motive von Proteinen, die sie mit Hilfe der von ihnen entwickelten RBDmap Methode entdeckten. Im Jahre 2019 beschrieben sie das Konzept der Riboregulation. Sie entdeckten, dass das Autophagie-Rezeptorprotein p62 durch direkte Anbindung einer kleinen RNA, vtRNA1-1, gesteuert wird und dass die kleine RNA direkt Protein-Proteinwechselwirkungen zwischen p62-Monomeren inhibiert. Eine neuartige Form der Riboregulation beschrieb das Team im Jahre 2022: RNA bindet direkt an das katalytische Zentrum des glykolytischen menschlichen Enzyms Enolase-1 und blockiert dessen Aktivität.

### Administratives Wirken
Seit 1996 hat Hentze wichtige Funktionen in der wissenschaftlichen Administration des EMBL und darüber hinaus wahrgenommen, zunächst als Dekan des Internationalen Doktorandenprogramms sowie im Auf- und Ausbau des internen und externen Ausbildungsangebots des EMBL. So spielte er u. a. eine Schlüsselrolle bei der Errichtung und Etablierung des Advanced Training Centre (ATC) in Heidelberg. Er verantwortete auch den Aufbau von EMBLs Fundraising Programmen sowie des Alumniprogramms und etablierte EMBLs erstes Bioethikkommittee, das er von 2004 bis 2020 leitete.
Die Überzeugung, dass die Lösung gravierender Umweltprobleme wie Klimawandel, Verlust der Artenvielfalt und Verschmutzung nicht allein mit Verhaltensänderungen und Regelungen, sondern unbedingt auch durch wissenschaftliche Forschung angestrebt werden muss, motivierte ihn 2020 zur Gründung der Environmental Research Initiative (ERI). Fokussiert auf global vernetzte, interdisziplinäre molekularbiologische Forschung führt ERI die Handlungsbereitschaft privater Spender und das kreative Forschungspotenzial am EMBL tätiger Wissenschaftler zusammen zur Schaffung konkreter, neuer Lösungsansätze.

## Auszeichnungen und Preise (Auswahl)
- 2025 – Otto-Warburg-Medaille
- 2023 – The Centenary Award of the Biochemical Society[21]
- 2020 – RNA Society Lifetime Achievement Award[22]
- 2019 – Pro-Scientia Preis der Eckhart Buddecke-Stiftung, Münster[23]
- 2018 – Ilse-und-Helmut-Wachter-Preis der Medizinischen Universität Innsbruck[24]
- 2018 – Gewähltes Mitglied der American Academy of Arts and Sciences[25]
- 2017 – Doctor of Science, honoris causa, Australia National University, Canberra, Australien[26]
- 2016 – Heidelberg Molecular Life Sciences Investigator Award[27]
- 2016 – Gewähltes Mitglied der Academia Europaea[28]
- 2016 – Corresponding Member, Australian Academy of Science[29]
- 2015 – RNA Society, Gewählter Direktor (2016–2017)[30]
- 2015 – Feodor-Lynen-Medaille und -Vorlesung, Gesellschaft für Biochemie und Molekularbiologie (GBM)[31]
- 2012 – ERC Advanced Investigator Grant des Europäischen Forschungsrats (European Research Council)[32]
- 2007 – Lautenschläger-Forschungspreis[33] der Universität Heidelberg
- 2006 – Gewähltes Mitglied der Deutschen Nationalen Akademie der Wissenschaften Leopoldina[34]
- 2000 – Gottfried-Wilhelm-Leibniz-Preis der Deutschen Forschungsgemeinschaft (DFG)[35]
- 1997 – Gewähltes Mitglied der European Molecular Biology Organization (EMBO)[36]
- 1985 – Deutsche Forschungsgemeinschaft (DFG): Postdoktorandenstipendium

Hentze ist Mitglied diverser nationaler und internationaler wissenschaftlicher Gesellschaften wie der RNA Society, der BioIron Society (die er mitgründete) sowie der deutschen Gesellschaft für Biochemie und Molekularbiologie (GBM).

## Editorial Boards
Hentze ist oder war Mitglied der Editorial Boards internationaler Fachzeitschriften, einschließlich Molecular Cell, RNA, EMBO Molecular Medicine, Trends in Biochemical Sciences, Journal of Molecular Medicine, BMC Molecular Biology, and Wiley Interdisciplinary Reviews: RNA.

## Sonstige Tätigkeiten
Hentze ist oder war Mitglied zahlreicher internationaler Beratungsgremien, einschließlich des wissenschaftlichen Ausschusses und Kuratoriums des Max-Delbrück-Centrums für Molekulare Medizin (Berlin, Deutschland), des wissenschaftlichen Beratungskomitees des Berlin Institute of Health (BIH/BIG), des Istituto Nazionale Genetica Molecolare (INGM) (Mailand, Italien), des Centenary Institute (Sydney, Australien), der Smart Health Initiative der King Abdullah University of Science and Technology (KAUST), und der Cold Spring Harbor Conferences Asia. Ferner ist Hentze wissenschaftlicher Mitgründer von Anadys Pharmaceuticals (San Diego, USA).

## Publikationen
Hentze ist (Mit-)Autor von Lehrbüchern auf dem Gebiet der Molekularen Medizin und hat über 300 wissenschaftliche Originalbeiträge veröffentlicht.